# Bruno Harder
Bruno Harder (* 13. März 1908 in Neuburg an der Kammel; † 16. Juli 1969 in Dießen am Ammersee) war ein deutscher römisch-katholischer Prälat. Er gehört zu den bekannten Priesterpersönlichkeiten der Kriegs- und Nachkriegszeit in Augsburg.

## Leben
Bruno Harder war einer von zwei Söhnen des Augsburger Arztes Hermann Harder und seiner Frau Theresia; seine Mutter verstarb, als er 13 Jahre alt war. Er besuchte das Gymnasium bei St. Stephan in Augsburg. Nach seinem Abitur studierte er in München Philosophie und Kunstgeschichte sowie Musik; er war ein begeisterter Organist. Parallel besuchte er Theologievorlesungen und zog später in das Diözesanseminar Herzogliche Georgianum in München ein. Mit 23 Jahren empfing er 1931 die Priesterweihe.
Er war als Kaplan in Pfaffenhofen an der Ilm tätig, ein Jahr später wechselte er als Stadtkaplan an die Pfarrei St. Ulrich und Afra in Augsburg und betreute hier in der nationalsozialistischen Zeit die Jugendarbeit in Augsburg. Zudem war er Präses des Gesellenvereins der Kolpingfamilie. Immer wieder geriet er zusammen mit dem Diözesanjugendseelsorger Alphons Satzger mit den nationalsozialistischen Machthabern aneinander, die versuchten sämtliche Jugendverbände einzugliedern. Es kam mehrfach zu Verhaftungen und Verhören durch die Gestapo. Nach Ausweisung aus Bayern von Alphons Satzger übernahm Harder die gesamte Jugendarbeit im illegalen Untergrund. Mit Kriegsbeginn wurde Harder Standortpfarrer in Augsburg und zuständig für die Lazarette. 1943 wurde er zum Domvikar am Dom Mariä Heimsuchung in Augsburg ernannt.
Nach Kriegsende baute Harder als Diözesanjugendseelsorger im Bistum Augsburg die Jugendarbeit wieder auf. 1953 erfolgte die Ernennung zum Stadtpfarrer von St. Ulrich und Afra in Augsburg. 1955 organisierte er zusammen mit Bischof Josef Freundorfer die Tausendjahrfeier der Schlacht auf dem Lechfeld.
1959 wurde er von Kardinal-Großmeister Nicola Kardinal Canali zum Ritter des Ritterordens vom Heiligen Grab zu Jerusalem ernannt und am 26. September 1959 im Fuldaer Dom durch Erzbischof Lorenz Jaeger, Großprior des Ordens, investiert.
1967 musste er gesundheitsbedingt in den Ruhestand treten. Er starb im Kloster der Vinzentinerinnen in Dießen.

## Ehrungen und Auszeichnungen
- Ernennung zum Päpstlichen Ehrenprälat
- Ritter vom Heiligen Grab (1959)

## Schriften
- Basilika St. Ulrich und Afra in Augsburg, Rösler 1955